# Schiedea sarmentosa
Schiedea sarmentosa är en nejlikväxtart som beskrevs av Deg. och Sherff. Schiedea sarmentosa ingår i släktet Schiedea och familjen nejlikväxter. Inga underarter finns listade i Catalogue of Life.